# سورة الأعراف

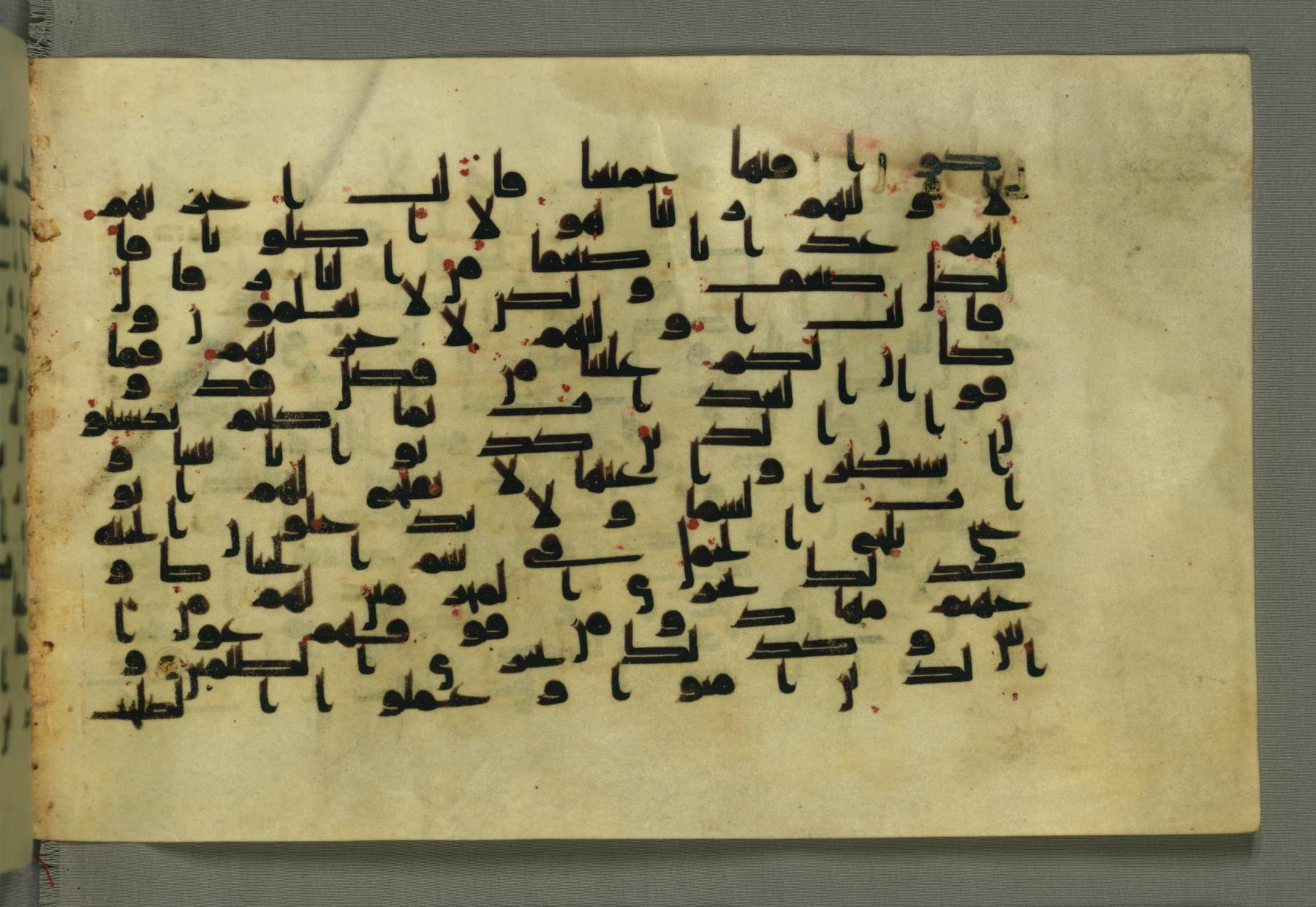
بالخط الكوفي

سورة الأعراف سورة مكية ماعدا ثمان آيات من قوله تعالى: ﴿وسئلهم عن القرية﴾ إلى قوله: ﴿وإذ نتقنا الجبل فوقهم﴾ فمدنية، وهي من السبع الطوال، آياتها 206، وترتيبها في المصحف 7، تمتد من منتصف الجزء الثامن إلى نهاية الجزء التاسع، نزلت بعد سورة ص، بدأت بحروف مقطعة ﴿المص ۝١﴾، والأعراف فيها وهو سور مضروب بين الجنة والنار يحول بين أهلهما، وأصحاب الأعراف هم قوم استوت حسناتهم وسيئاتهم، فوقفوا هنالك على السور حتى يقضي الله بينهم. السورة بها أول سجدة تلاوة في المصحف في الآية 206.

## التعريف بالسورة
سورة الأعراف من أطول السور المكية وهي أول سورة عرضت بالتفصيل قصص الأنبياء من بداية خلق آدم إلى نهاية الخلق مرورًا بنوح، وهود، وصالح، ولوط، وشعيب، وموسى عليهم السلام وعلى رسولنا أفضل الصلاة والسلام.
والسورة تجسد الصراع الدائم بين الحق والباطل وكيف أن الباطل يؤدي إلى الفساد في الأرض، وفي قصص كل الأنبياء الذين ورد ذكرهم في السورة تظهر لنا الصراع بين الخير والشر وبيان كيد إبليس لآدم وذريته لذا وجه الله أربعة نداءات متتالية لأبناء آدم بـ (يا بني آدم) ليحذرهم من عدوهم الذي وسوس لأبيهم آدم حتى أوقعه في المخالفة لأمر الله. كما تعرضت السورة الكريمة إلى أصناف البشر فهم على مرّ العصور ثلاثة أصناف: المؤمنون الطائعون، العصاة، والسلبيون الذين هم مقتنعون لكنهم لا ينفذون إما بدافع الخجل أو اللامبالاة وعدم الاكتراث. والسلبية هي من أهم المشاكل التي تواجه الفرد والمجتمع والأمة، وجاءت الآية لتحذرنا أنه علينا أن نحسم مواقفنا في هذه الحياة ونكون من المؤمنين الناجين يوم القيامة ولا نكون كأصحاب الأعراف الذين تساوت حسناتهم وسيئاتهم وينتظرون أن يحكم الله فيهم.
وسميت السورة (الأعراف) لورود ذكر اسم الأعراف فيها وهو سور مضروب بين الجنة والنار يحول بين أهلهما وروى جرير عن حذيفة أنه سُئل عن أصحاب الأعراف فقال: هم قوم تساوت حسناتهم وسيئاتهم فقعدت بهم سيئاتهم عن دخول الجنة وتخلفت بهم حسناتهم عن دخول النار فوقفوا هنالك على السور حتى يقضي الله فيهم.
- وقد بدأت السورة بمعجزة القرآن الكريم على الرسول وأن هذا القرآن نعمة من الله على الإنسانية جمعاء فعليهم أن يتمسكوا بتوجيهاته وإرشاداته ليفوزوا بسعادة الدارين ويكونوا من الناجين يوم القيامة ومن أهل الجنة. ﴿كِتَابٌ أُنْزِلَ إِلَيْكَ فَلَا يَكُنْ فِي صَدْرِكَ حَرَجٌ مِنْهُ لِتُنْذِرَ بِهِ وَذِكْرَى لِلْمُؤْمِنِينَ ۝٢ اتَّبِعُوا مَا أُنْزِلَ إِلَيْكُمْ مِنْ رَبِّكُمْ وَلَا تَتَّبِعُوا مِنْ دُونِهِ أَوْلِيَاءَ قَلِيلًا مَا تَذَكَّرُونَ ۝٣﴾ [الأعراف:2–3].
- النموذج الأول من صراع الحق والباطل: قصة آدم مع ابليس ويبين لنا تعالى في هذه القصة كما في باقي السورة كيف أن الحق ينتصر في النهاية على الباطل. وقد جاءت كلمة (فدلاهما بغرور) ﴿فَدَلَّاهُمَا بِغُرُورٍ فَلَمَّا ذَاقَا الشَّجَرَةَ بَدَتْ لَهُمَا سَوْآتُهُمَا وَطَفِقَا يَخْصِفَانِ عَلَيْهِمَا مِنْ وَرَقِ الْجَنَّةِ وَنَادَاهُمَا رَبُّهُمَا أَلَمْ أَنْهَكُمَا عَنْ تِلْكُمَا الشَّجَرَةِ وَأَقُلْ لَكُمَا إِنَّ الشَّيْطَانَ لَكُمَا عَدُوٌّ مُبِينٌ ۝٢٢﴾ [الأعراف:22] في وصف إغواء الشيطان لآدم لتبين لنا معنى كيف أن الذين لا يحسمون أمورهم ومواقفهم كأنهم معلقين في البئر لا هم هالكون ولا هم ناجون مما يؤكد على أن علينا أن نحدد موقفنا من الصراع بين الحق والباطل. فسبحانه تعالى ما أبلغ هذا القرآن وما أحكم وصفه وألفاظه.
- عرض يوم القيامة وقصة أصحاب الأعراف: (الآيات 44 -51) تذكر الآيات قصة أصحاب الأعراف الذين تساوت حسناتهم وسيئاتهم وبقوا على الأعراف ينتظرون حكم الله فيهم. والأعراف قنطرة عالية على شكل عرف بين الجنة والنار والمكث عليها مؤقت لأن في الآخرة الناس إما في النار أو في الجنة. وأصحاب الأعراف كانوا يعرفون الحق والباطل لكنهم لم يحسموا أمرهم فحبسوا بين الجنة والنار حتى يقضي الله فيهم ﴿وَبَيْنَهُمَا حِجَابٌ وَعَلَى الْأَعْرَافِ رِجَالٌ يَعْرِفُونَ كُلًّا بِسِيمَاهُمْ وَنَادَوْا أَصْحَابَ الْجَنَّةِ أَنْ سَلَامٌ عَلَيْكُمْ لَمْ يَدْخُلُوهَا وَهُمْ يَطْمَعُونَ ۝٤٦﴾ [الأعراف:46].
- عرض نماذج من صراع الحق والباطل عبر قصص الأنبياء على مر العصور: عرضت الآيات قصة كل نبي مع قومه والصراع بين الخير والشر وكيف أن الله ينجي نبيه ومن اتبعه على عدوهم، قصة نوح مع قومه ﴿فَكَذَّبُوهُ فَأَنْجَيْنَاهُ وَالَّذِينَ مَعَهُ فِي الْفُلْكِ وَأَغْرَقْنَا الَّذِينَ كَذَّبُوا بِآيَاتِنَا إِنَّهُمْ كَانُوا قَوْمًا عَمِينَ ۝٦٤﴾ [الأعراف:64]، قصة هود ﴿فَأَنْجَيْنَاهُ وَالَّذِينَ مَعَهُ بِرَحْمَةٍ مِنَّا وَقَطَعْنَا دَابِرَ الَّذِينَ كَذَّبُوا بِآيَاتِنَا وَمَا كَانُوا مُؤْمِنِينَ ۝٧٢﴾ [الأعراف:72]، قصة صالح (آية 73 – 79)، قصة لوط ﴿فَأَنْجَيْنَاهُ وَأَهْلَهُ إِلَّا امْرَأَتَهُ كَانَتْ مِنَ الْغَابِرِينَ ۝٨٣﴾ [الأعراف:83]، قصة شعيب ﴿قَالَ الْمَلَأُ الَّذِينَ اسْتَكْبَرُوا مِنْ قَوْمِهِ لَنُخْرِجَنَّكَ يَا شُعَيْبُ وَالَّذِينَ آمَنُوا مَعَكَ مِنْ قَرْيَتِنَا أَوْ لَتَعُودُنَّ فِي مِلَّتِنَا قَالَ أَوَلَوْ كُنَّا كَارِهِينَ ۝٨٨﴾ [الأعراف:88].
- مقارنة بين الحسم والتردد في قصة موسى وفرعون والسحرة: الآيات توضح كيف حسم السحرة موقفهم من نبي الله موسى بعدما رأوا الحق وأخذوا موقفًا واضحًا من فرعون وأتباعه وآمنوا بالله وبما جاء به موسى ﴿لَأُقَطِّعَنَّ أَيْدِيَكُمْ وَأَرْجُلَكُمْ مِنْ خِلَافٍ ثُمَّ لَأُصَلِّبَنَّكُمْ أَجْمَعِينَ ۝١٢٤ قَالُوا إِنَّا إِلَى رَبِّنَا مُنْقَلِبُونَ ۝١٢٥ وَمَا تَنْقِمُ مِنَّا إِلَّا أَنْ آمَنَّا بِآيَاتِ رَبِّنَا لَمَّا جَاءَتْنَا رَبَّنَا أَفْرِغْ عَلَيْنَا صَبْرًا وَتَوَفَّنَا مُسْلِمِينَ ۝١٢٦﴾ [الأعراف:124–126]، وتردد بني إسرائيل باتباع ﴿قَالَ مُوسَى لِقَوْمِهِ اسْتَعِينُوا بِاللَّهِ وَاصْبِرُوا إِنَّ الْأَرْضَ لِلَّهِ يُورِثُهَا مَنْ يَشَاءُ مِنْ عِبَادِهِ وَالْعَاقِبَةُ لِلْمُتَّقِينَ ۝١٢٨ قَالُوا أُوذِينَا مِنْ قَبْلِ أَنْ تَأْتِيَنَا وَمِنْ بَعْدِ مَا جِئْتَنَا قَالَ عَسَى رَبُّكُمْ أَنْ يُهْلِكَ عَدُوَّكُمْ وَيَسْتَخْلِفَكُمْ فِي الْأَرْضِ فَيَنْظُرَ كَيْفَ تَعْمَلُونَ ۝١٢٩﴾ [الأعراف:128–129] وهذه عبرة لنا بأن التردد لا يؤدي إلى الحق والجنة.
- قصة أهل السبت: وكيف تحايلوا على الله لأنهم لم يحسموا مواقفهم بالتسليم الكلي لله وتطبيق ما يعتقدونه عمليًا حتى يكونوا من الفائزين، لكنهم كانوا يعتقدون شيئٌا ويمارسون شيئًا آخر. ﴿وَاسْأَلْهُمْ عَنِ الْقَرْيَةِ الَّتِي كَانَتْ حَاضِرَةَ الْبَحْرِ إِذْ يَعْدُونَ فِي السَّبْتِ إِذْ تَأْتِيهِمْ حِيتَانُهُمْ يَوْمَ سَبْتِهِمْ شُرَّعًا وَيَوْمَ لَا يَسْبِتُونَ لَا تَأْتِيهِمْ كَذَلِكَ نَبْلُوهُمْ بِمَا كَانُوا يَفْسُقُونَ ۝١٦٣﴾ [الأعراف:163]
- فئات بني إسرائيل: عرضت السورة فئات بني إسرائيل الثلاثة، فهم إما: عصاة، أو مؤمنون ينهون عن المعاصي، وإما متفرجون سلبيون وهذه الفئات موجودة في كل المجتمعات. السلبيون قالوا: ﴿وَإِذَ قَالَتْ أُمَّةٌ مِّنْهُمْ لِمَ تَعِظُونَ قَوْمًا اللّهُ مُهْلِكُهُمْ أَوْ مُعَذِّبُهُمْ عَذَابًا شَدِيدًا﴾ آية 164 والمؤمنون ردوا ﴿قَالُواْ مَعْذِرَةً إِلَى رَبِّكُمْ وَلَعَلَّهُمْ يَتَّقُونَ﴾ آية 164. وقد ذكر الله لنا كيف نجّى الفئة المؤمنة وعاقب الفئة العاصية كما في قصة أصحاب الأعراف ﴿فَلَمَّا نَسُوا مَا ذُكِّرُوا بِهِ أَنْجَيْنَا الَّذِينَ يَنْهَوْنَ عَنِ السُّوءِ وَأَخَذْنَا الَّذِينَ ظَلَمُوا بِعَذَابٍ بَئِيسٍ بِمَا كَانُوا يَفْسُقُونَ ۝١٦٥﴾ [الأعراف:165]، ولم يذكر هنا مصير الفئة السلبية، بعض العلماء يقولون أنهم مع الفئة الضالة الظالمة لأنهم لم ينهوا عن السوء والبعض الآخر يرى أنهم سكتوا عن الحق والله سيحسم وضعهم يوم القيامة لذا لم يرد ذكرهم في السورة والله أعلم.

إذن بعد هذا العرض للسورة نستنتج أنه علينا الابتعاد عن السلبية وعلينا أن نحسم مواقفنا من الآن لأننا تريد أن ندخل الجنة بإذن الله ولا نريد أن نكون مذبذبين لا إلى هؤلاء ولا إلى هؤلاء وعلينا أن لا يثنينا عن نصرة الحق لا خجل ولا عدم مبالاة أو قلة اكتراث ولا ضعف، ولعل الغفلة هي من أهم أسباب التردد والسلبية فعلينا ان نسعى أن لا نكون من الغافلين لأن الغافل قد يكون أسوأ من العاصي، فالعاصي قد يتوب كما فعل سحرة فرعون أما الغافل فقد يتمادى في غفلته إلى حين لا ينفع معه الندم ولا العودة. ﴿وَلَقَدْ ذَرَأْنَا لِجَهَنَّمَ كَثِيرًا مِنَ الْجِنِّ وَالْإِنْسِ لَهُمْ قُلُوبٌ لَا يَفْقَهُونَ بِهَا وَلَهُمْ أَعْيُنٌ لَا يُبْصِرُونَ بِهَا وَلَهُمْ آذَانٌ لَا يَسْمَعُونَ بِهَا أُولَئِكَ كَالْأَنْعَامِ بَلْ هُمْ أَضَلُّ أُولَئِكَ هُمُ الْغَافِلُونَ ۝١٧٩﴾ [الأعراف:179].
وتأتي ختام السورة لتركز على البعد عن الغفلة وحسم ﴿وَاذْكُرْ رَبَّكَ فِي نَفْسِكَ تَضَرُّعًا وَخِيفَةً وَدُونَ الْجَهْرِ مِنَ الْقَوْلِ بِالْغُدُوِّ وَالْآصَالِ وَلَا تَكُنْ مِنَ الْغَافِلِينَ ۝٢٠٥﴾ [الأعراف:205]
والسجدة في الآية الأخيرة كأنما جاءت لتزيد في النفس الاستعداد للحسم فربما بهذه السجدة يصحى الغافل من غفلته ويحسم السلبي موقفه إذا عرف بين يدي من يسجد فيعود إلى الحق ﴿إِنَّ الَّذِينَ عِنْدَ رَبِّكَ لَا يَسْتَكْبِرُونَ عَنْ عِبَادَتِهِ وَيُسَبِّحُونَهُ وَلَهُ يَسْجُدُونَ ۝٢٠٦﴾ [الأعراف:206]. وقد ختمت السورة بإثبات التوحيد كما بدأت به وفي هذا دعوة إلى الإيمان بوحدانية الله في البدء والختام، وهذه السورة مرتبطة بسورة الأنعام لأن الابتعاد عن السلبية وحسم الموقف هو من توحيد الله في المعتقد والتطبيق أيضًا.

## أسباب النزول
1. أسباب نزول الآية (31): عن ابن عباس قال: كانت المرأة في الجاهلية تطوف بالبيت وهي عريانة وعلى فرجها خرقة وهي تقول:

فنزلت الآية، فأمروا بلبس الثياب.
1. أسباب نزول الآية (184): عن قتادة قال: ذكر لنا أن نبي قام على الصفا فدعا قريشًا فجعل يدعوهم فخذًا فخذًا، يا بني فلان، يحذرهم بأس الله ووقائعه إلى الصباح، فقال قائلهم: إن صاحبكم هذا لمجنون بات يصوت إلى الصباح، فأنزل الله الآية.[4]
2. أسباب نزول الآية (187): عن ابن عباس قال: قال حمل بن أبي قشير وسمو آل بن زيد اليهوديان لرسول الله ﷺ أخبرنا متى الساعة إن كنت نبيًا كما تقول فإنا نعلم ما هي. فأنزل الله الآية. وفي رواية عن قتادة قال: قالت قريش لرسول الله إن بيننا وبينك قرابة، فأسر إلينا متى تكون الساعة فنزلت الآية.[5]
3. أسباب نزول الآية (204): وعن محمد بن كعب قال: كانوا يتلفقون من رسول الله في القراءة إذا قرأ شيئًا قرأوا معه، حتى نزلت هذه الآية - رواه البيهقي وسعيد بن منصور. وقال ابن عباس: قرأ رسول الله ﷺ في الصلاة المكتوبة، وقرأ أصحابه وراءه رافعين أصواتهم فخلطوا عليه. فنزلت الآية. وقال سعيد بن جبير ومجاهد وعطاء وآخرون: نزلت في الإنصات للإمام في الخطبة يوم الجمعة.[6]

## وصلات خارجية
- سورة الأعراف: تجويد-تفسير - موقع .Altafsir.com